# アオツラミツスイ
アオツラミツスイ（青面蜜吸、英: Blue-faced Honeyeater、学名: Entomyzon cyanotis）は、スズメ目ミツスイ科に属する鳥類の1種である。別名アオガオミツスイ。banana-bird （バナナの鳥）の俗称でも知られる。
本種は、アオツラミツスイ属 Entomyzon 唯一の種であり、ハチマキミツスイ属 Melithreptus に分類されるミツスイ類と最も近縁関係にある。一般に3亜種が認められている。全長約29.5cmで、ミツスイ類のなかでは大型である。羽衣（うい）は、上面がオリーブ色で、下面は白い。頭部や喉は黒色で、後頸および頬の線は白色である。雌雄同色。成鳥は顔の両側に青色の裸皮部を持っており、幼鳥はその裸皮斑が黄色や緑色であることから容易に識別される。

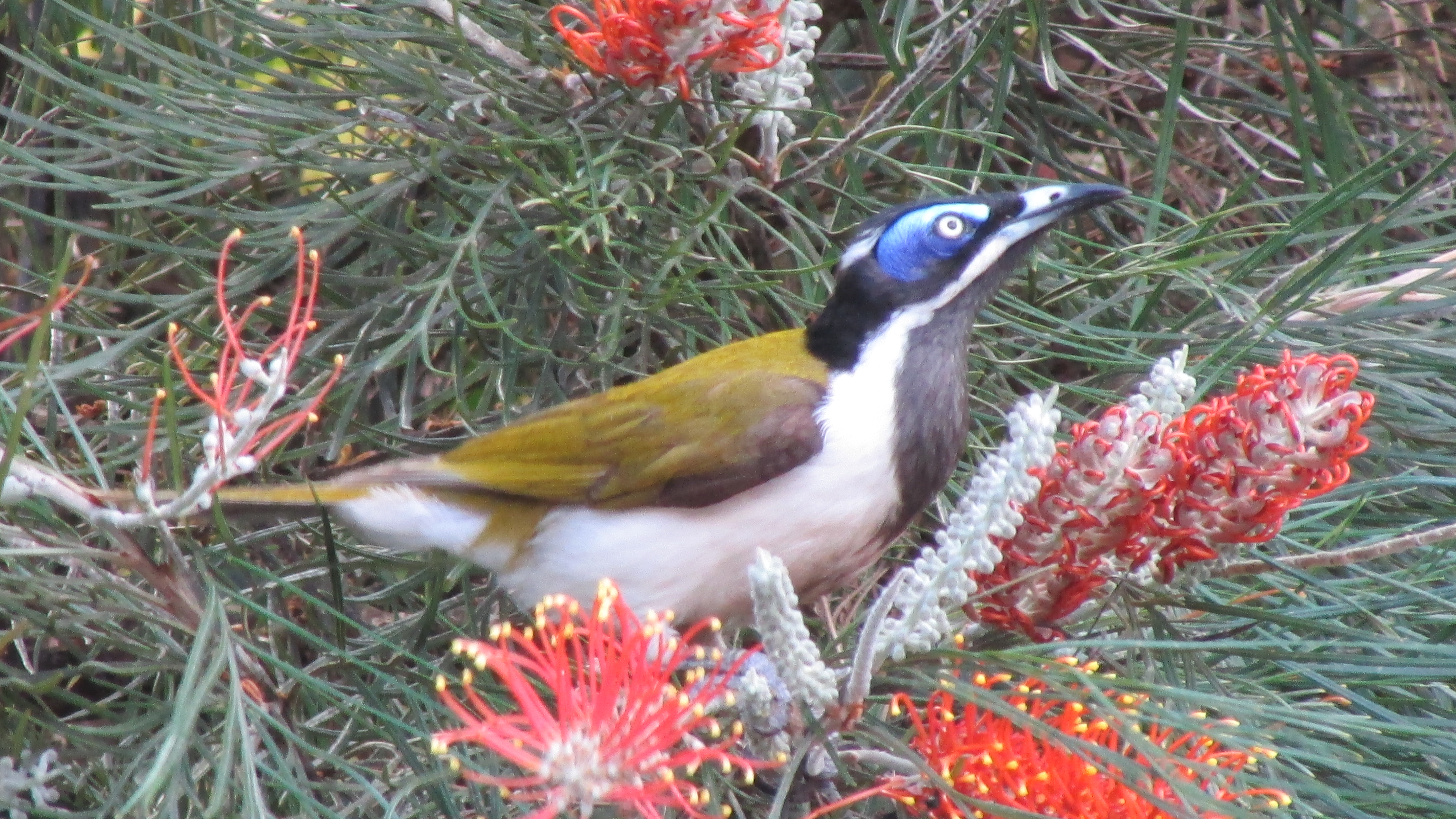
アオツラミツスイの成鳥
（クイーンズランド州カナングラ）

開けた森林や疎林、公園、庭園などに生息し、オーストラリア北・東部およびニューギニア南部では普通種である。それら分布域の各地において留鳥とされ、それ以外の地域では局所的に移動すると考えられている。また、本種の餌は、おもに無脊椎動物であるが、蜜や果実も捕食される。繁殖では、古いオーストラリアマルハシ類の巣をそれらに代わって修復して使うことも多く、雌は巣に2個もしくはまれに3個の卵を産んで抱卵する。

## 分類

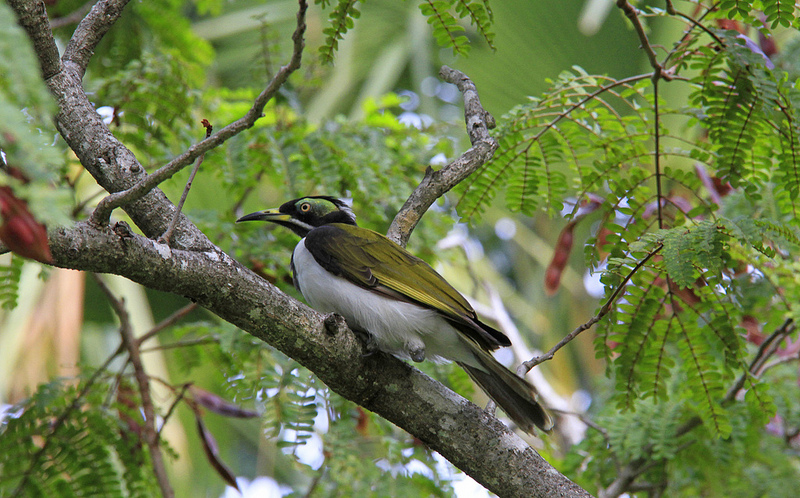
アオツラミツスイの亜成鳥
（ノーザンテリトリー、フォッグダム）

アオツラミツスイは、1801年にイギリスの鳥類学者ジョン・ラサムによる著書 Supplementum Indicis Ornithologici, sive Systematis Ornithologiae に初めて記載された。しかし、彼は本種を、外見からいずれも同一の鳥であると分からないまま、別個の3種、Blue-eared Grackle (Gracula cyanotis) 、Blue-cheeked Bee-eater (Merops cyanops) 、Blue-cheeked Thrush (Turdus cyanous) として記載した。1788年から1797年の間に、ポート・ジャクソンの画家 (Port Jackson Painter) として知られる芸術家集団の1人であるトマス・ワトリングによって、本種は “Blue-cheeked Bee Eater” として描かれた。
本種は、1825年にウィリアム・スウェインソンによって提唱されたアオツラミツスイ属 Entomyzon に、"Blue-faced Grakle" という食虫のその属唯一の構成種として再分類され、それはより小型のミツスイ類とウロコフウチョウ属 Ptiloris のウロコフウチョウ類との間に置かれた。その属名は、古代ギリシア語 ento-/εντο- 「内側」（英: "inside"）と myzein/μυζειν 「飲む」「吸う」（英: "to drink" or "suck"）による。種小名の cyanotis は、「青い耳を持つ」（英: "blue-eared"）の意であり、cyano-/κυανο- 「青」と、ラテン語の ωτος  「耳」（英: "ear"）を訳してギリシア語の属格 ous/ους を備えた otis との組み合わせである。 スウェインソンは1837年の出版物に、その属名を Entomiza と綴り、ジョージ・グレイは、1840年に Entomyza と記した。
アオツラミツスイは、一般にアオツラミツスイ属唯一の構成種とされるが、その羽衣はミツスイ類のハチマキミツスイ属 Melithreptus との類似性を示唆している。それはグレン・ストー (Glen Storr) によりその属に分類されているが、他者は、ミミダレミツスイ類 (Anthochaera) ないしミツスイドリ類 (Manorina) により密接な関わりがあると考えていた。2004年の分子研究では、それがやはりハチマキミツスイ属 Melithreptus に近いことが判明した。分子時計の推定値では、アオツラミツスイは中新世時代、1,280万年前から640万年前のうちにハチマキミツスイ属 Melithreptus のミツスイ類から分岐したことを示している。アオツラミツスイはそれらに比べてかなり大きく、羽衣は明色で、より群れをなす習性があり、顔の裸皮斑が大きいという違いがある。
分子解析では、ミツスイ上科のホウセキドリ科 Pardalotidae 、トゲハシムシクイ科 Acanthizidae 、オーストラリアムシクイ科 Maluridae に関連するミツスイ類であることが示されている。

### 名称
初期の博物学者ジョージ・ショーは1826年、本種を Blue-faced Honey-sucker と呼んでいる。そのほか通称として white-quilled honeyeater や blue-eye などがある。クイーンズランド州北部では、バナナの花や果実を採餌する食性から banana-bird という俗称がつけられている。クイーンズランド州中部のマッカイにおける地方名は pandanus-bird （パンダナスの鳥）であり、それはいつもタコノキ属（パンダナス Pandanus）の木の周りに見られることによる。morning-bird という名は、夜明けに茂みにいる他の鳥類の前に鳴くことから呼ばれる。Gympie は、クイーンズランド州奥地の民族語である。トマス・ワトリングは、地方の先住民族の名称では der-ro-gang であったと書き留めている。 ジョン・ハンターは、gugurruk （発音 "co-gurrock"）という語を残したが、この用語はオーストラリアカタグロトビ (Elanus axillaris) にも用いられた。ヨーク岬半島中部の3つの先住民の言語において、Pakanh 語では (minha) yeewi と呼ばれ、minha は「肉」もしくは「動物」を意味する修飾語であり、Uw Oykangand 語および Uw Olkola 語では (inh-)ewelmb で、inh- は「肉」や「動物」を修飾する。

### 亜種
3亜種が認められている。
- E. c. albipennis Gould, 1841 - 1841年、ジョン・グールド（英語版）により記載された[25]。クイーンズランド州北部より西に、ノーザンテリトリーのカーペンタリア湾から西オーストラリア州の北部にかけて生息する。飛翔時、翼の初列風切の基部に白色が認められ[26]、また、後頸に不連続な縞がある。翼斑はその分布域の西部のものは真っ白であり、東方に向かってよりクリーム色を帯びる[27]。基亜種 cyanotis よりくちばしが長く、尾は短い。また、本亜種はベルクマンの法則のとおり、緯度が低くなるにつれて全長は小さくなる[28]。分子研究は、基亜種 cyanotis と本亜種を分ける現在の分類を裏付けている[17]。
- E. c. cyanotis (Latham, 1802) - 基亜種。ヨーク岬半島から南にクイーンズランド州、ニューサウスウェールズ州のリベライナ（英語版）（リバリナ）地方、ビクトリア州、および南オーストラリア州南東部にかけて生息する[20]。飛翔時の翼には、淡黄褐色の小班のみ認められる[29]。
- E. c. griseigularis Oort, 1909 - ニューギニア南西部およびヨーク岬に生息し、1909年、オランダの博物学エドゥアルト・ファン・オールト（英語版）により記載された[30]。本亜種は、他の亜種よりかなり小さい。この亜種のもとの亜種小名は harteri であったが、クックタウン（英語版）で採集されたタイプ標本が移行段階の形態であることが判明し、新たなタイプがメラウケ（英語版）より採集された。本亜種はヨーク岬半島の根元で cyanotis と徐々に移り変わるが、その移行段階の形態域は狭い[28]。翼の白斑は cyanotis より大きく、albipennis より小さい[27]。分子的研究において本亜種の一個体（ヨーク岬より）がサンプリングされ、cyanotis に遺伝的に近いことが認められた[17]。

## 形態

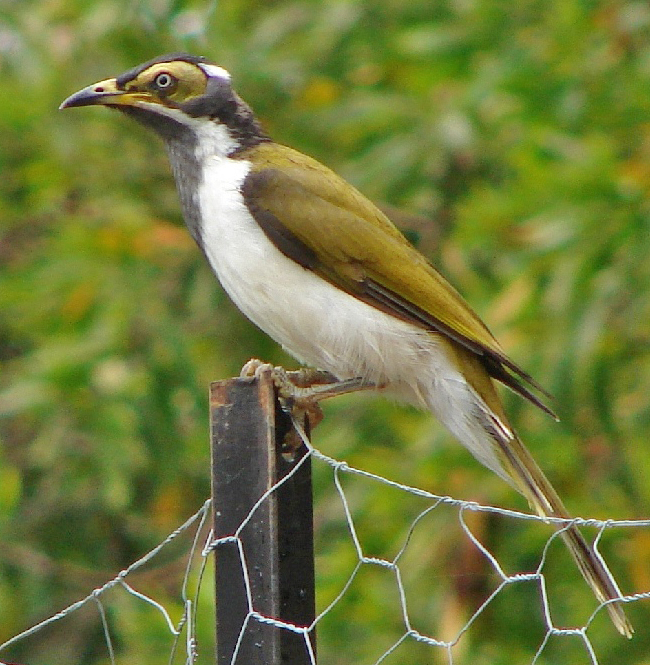
基亜種 E. c. cyanotis
眼の斑が黄褐色の幼鳥（クイーンズランド州ユーマンディ近郊）

アオツラミツスイは、全長26-32cm、平均29.5cmの大型のミツスイ類で、成鳥の翼長44cm、体重約105g。全体的な形態として、先端が丸みを帯びた幅の広い翼に中型の角尾を持つ。やや下向きに曲がった頑丈なくちばしは頭骨より短く、長さは3.0-3.5cmである。くちばしの基部は淡青色で、先端は黒い。足は緑黒色。本種は眼の周りの裸出した青い皮膚によって容易に確認される。虹彩は黄白色。頭部と喉はほかの部分と違って黒っぽさが目立ち、後頸近くともう一つ頬に白い縞がある。上面の上背や背、翼とも金色がかったオリーブ色で、初列および次列雨覆の縁は暗いオリーブ褐色であり、下面は白い。
巣立ったばかりの幼鳥は、頭部、顎、胸の中央部分が灰色で、上面は褐色であり、それ以外の下面は白い。次の換羽の後、幼鳥はより成鳥によく似て、同じような羽衣を持つが、それらの顔の斑により見分けられる。巣立ったばかりの個体の裸出した顔の皮膚は黄色く、ときに眼の先に青色の小さい斑があり、また、6か月からそれより月を経た個体の皮膚は通常、より緑色を帯びるようになり、そして生後およそ16か月で成鳥の青い顔の斑になる前に、眼の下が暗青色に変わる。アオツラミツスイは、10月ないし11月に換羽し始め、初列風切羽に始まり、2月までにそれらを交換する。その体羽はどこでも12月から6月に、また尾羽は12月から7月のうちに生え換わる。
特徴的な色を持つアオツラミツスイは、羽衣が鈍色なハゲミツスイ類 (Friarbirds) やスズミツスイ類 (miners) ミミダレミツスイ類 (Wattlebirds) とは配色において異なり、また、同じような色彩のハチマキミツスイ属 Melithreptus に分類されるミツスイ類よりかなり大きい。飛翔の際、白い翼斑のある亜種 E. c. albipennis は、khaki-backed butcherbird（黄褐色の背を持つモズガラス）とも形容された。

## 分布

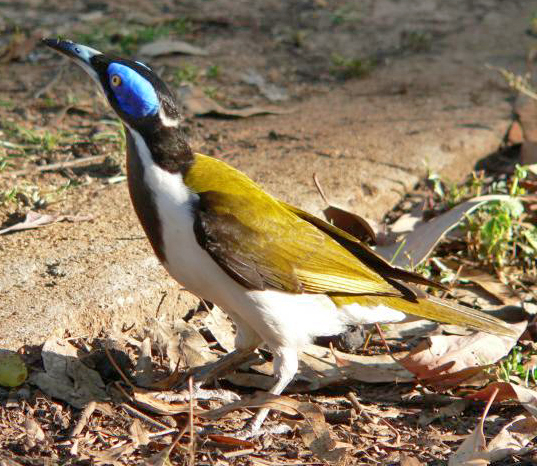
亜種 E. c. albipennis
（ノーザンテリトリー、キャサリン）

アオツラミツスイは、オーストラリア北西部のキンバリー地域から、東のトップエンドおよびクイーンズランド州にかけて生息し、ヨーク岬から南にクイーンズランド州東・中部におよぶ、おおよそカルンバ、ブラックオール、カナマラ、カラウィンヤ国立公園を結ぶ線の東に見られる。ニューサウスウェールズ州には斑状に分布し、ノーザンリバーズやノーザンテーブルランズ地域から、海岸沿いに、南はナンブッカヘッズにかけて生息する。それより南のセントラルコーストやセントラルコーストには通常いないが、代わりにグレートディバイディング山脈西部のサウスウエストスロープスやリベライナ（リバリナ地方）、そしてマレー川にかけて生息する。ビクトリア州北部では普通種であり、その分布域はマレー川に沿って、南オーストラリア州南東部のボーダータウンまで続いている。また、グランピアンズ地方でも見られ、特にストーエル、アララト、セントアーノー辺りにおける、ビクトリア州南西部からのまれな報告がある。本種はときにアデレードにおよび、エアー半島より1例の報告がある。標高の分布域は、海抜0mから約850 mで、1,000m ではまれである。
ニューギニアにおいては、インドネシアのパプア州のうち南東端部にあるメラウケおよび東のパプアニューギニア南西部のトランスフライ (Trans-Fly) 地域にかけて生息する。また、アルー諸島において記録されている。
アオツラミツスイは通常その分布域、特にノーザンテリトリー、クイーンズランド州、ニューサウスウェールズ州のほぼ全域において留鳥であると考えられる。しかし一方で、多くの地域（一般に南回帰線の南）では、その年の時節において、生息したりしなかったりするようにとらえられるが、これは季節的な渡りによる移動というより、むしろ放浪性の移動によると考えられる。ニューサウスウェールズ州中央部のウェリントン辺りでは、本種が冬季にわたり記録され、タルブラガー川の周辺では秋に、より一般的に見られている。ニューサウスウェールズ州北部のインベレル周辺に周年生息する本種は、1月から5月には東に、6月から7月には西に飛んでいることが記録されている。クイーンズランド州南東部のジャンドウェでは、本種は定期的に3月から6月に北や東に移動し、7月から8月に南や西に戻ることが記録され、春や夏にはその地域にいなかった。
1983年から1997年の間に422羽のアオツラミツスイが、移動およびその寿命の観察のために足環をつけられた。これらのうち109個体が最終的に回収され、107個体は足環をつけた地点から10kmの範囲内であった。寿命についての記録は、クイーンズランド州中部のキンガロイで1990年5月に足環をつけた個体が、8年3.5か月後の1998年9月に、約2km離れた路上で死んでいるのが見つかっている。

### 生息場所
アオツラミツスイは、多雨林 の乾燥硬葉植物（ユーカリ Eucalyptus）林、開けた疎林、パンダナス（タコノキ属 Pandanus）の茂み、ペーパーバーク（コバノブラシノキ属〈メラレウカ〉 Melaleuca）林、マングローブ林、水路、準乾燥地帯の湿性地域はもとより、市街地の公園やゴルフ場など至るところに生息する。ユーカリの占める疎林の低木層では、アオツラミツスイはトリオディア (Triodia) などのイネ科の植物からなる場所で最も一般的に見られるが、ときにグレビレア (Grevillea) 、ペーパーバーク、アカシア、クックタウン・アイアンウッド (Erythrophleum chlorostachys) またはビリーゴート・プラム (Terminalia ferdinandiana) などの低木や小さな木より構成される場所にもいる。
カカドゥ国立公園でのある研究では、アオツラミツスイはユーカリやパンダナスの混交群落に生息するが、それぞれの植物の単一群落にはいないことが分かった。

## 生態

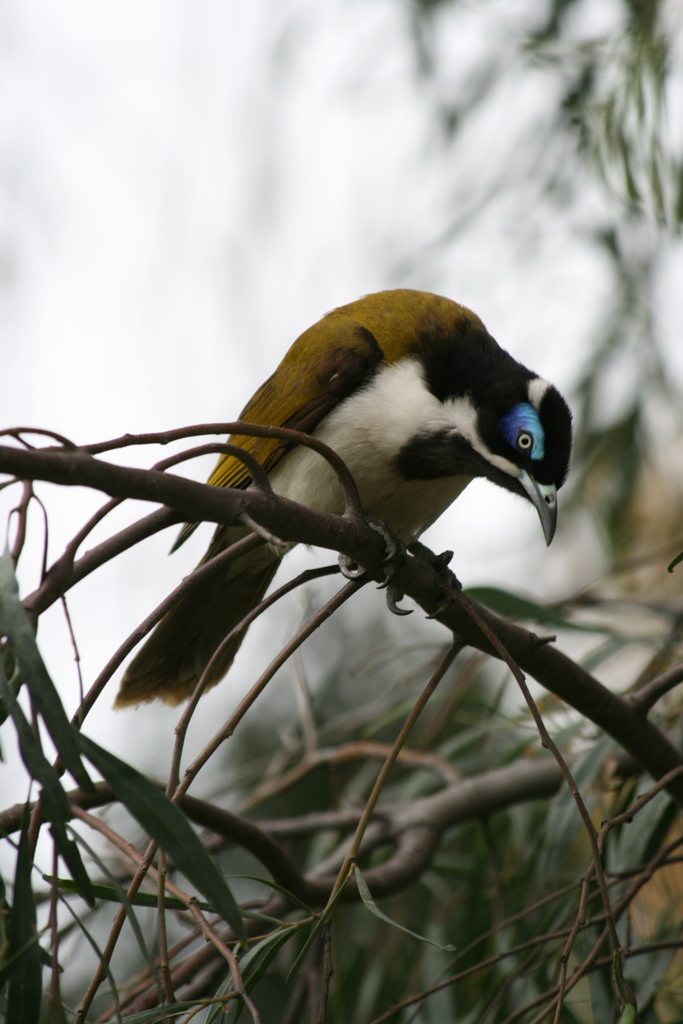
アオツラミツスイ
（クイーズランド州グンディウィンディ）

アオツラミツスイの社会構造は、今まであまり研究されていない。つがいや家族群および小さな群れに出くわすと、アオツラミツスイはときにコシジロミツスイ (Manorina flavigula) の群れとともに行動している。かれらは、タカ類（ハイタカ属 Accipiter の種）、アカチャアオバズク (Ninox rufa) 、オーストラリアオニカッコウ (Eudynamys orientalis) のような潜在的な脅威に対して集団で擬攻撃する。また、協同繁殖のいくつかの証拠があり、繁殖するいくつかのつがいに1羽以上のヘルパー（育雛に協力する鳥）が記録されている。親鳥は、侵入者を営巣場所から追い払うために、イヌ、フクロウ、オオトカゲなどや、ハシブトゴイ (Nycticorax caledonicus) にも急降下して攻撃する。
2004年に発表されたクイーンズランド州中部の森林が所どころ残る区域における調査では、農業のためにその大部分を失った地域で、アオツラミツスイないしクロガオミツスイ (Manorina melanocephala) がよく見られ、減少する鳥類の種の多様性を示した。この結果は、より小規模な区域において顕著であった。その研究では、侵攻的な2種が生息する疎林の保存区域は、多様性を維持するために20ヘクタール以上の広さがなければならないとしている。
社会性を持つ鳥類であるアオツラミツスイは、集団になると騒がしいことがある。集団採餌のとき、本種は柔らかく囀るような鳴き声により互いに連絡を取り合っていると考えられる。 マッカイでは、一群が興奮したように鳴いて樹頂より10-12m上空に飛び立つと、一見遊ぶように、空中のカラバリー（コロボリー、corroboree）にも例えられるように飛び回っている。クイーンズランド州プロセルピナでは、1羽がカササギフエガラス (Cracticus tibicen) の若鳥の真似をして遊ぶのが記録されている。アオツラミツスイは水浴を好むことが報告されており、15-20羽の群れが、１羽ずつ水たまりに飛び込み、他のものは周囲の梢にとまって羽づくろいをするのが観察されている。

### 鳴き声
アオツラミツスイはさまざまな鳴き声を持ち、夜明け前の約30分の間には　ki-owt、woik、queet、peet、または weet と記されるような甲高い声を発する。一日を通して、飛翔中には鋭く耳障りな声をあげ、モビング（擬攻撃）時には騒がしく鳴き立てる。その鳴き声は、コシジロミツスイ (Manorina flavigula) のものにも例えられるが、より低音である。アオツラミツスイは、雛や家族の周りにおいては穏やかな鳴き声を発する。

### 採食
アオツラミツスイは通常、７羽までの小群で木立の枝葉に入って餌を探す。ときに最大30羽個体にもなる大きな群れも報告されており、また、本種はヒメハゲミツスイ (Philemon citreogularis) との採餌混群に認められることがある。それらの食餌の大部分は、ゴキブリ、シロアリ、バッタのほか、キジラミ、カイガラムシ（カタカイガラムシ科 Coccidae）、カメムシ（カメムシ科 Pentatomidae）、それにキクイムシ、コガネムシ類（コフキコガネ亜科 Melolonthinae）、コメツキムシ（Xanthophaea 属）、ゴミムシダマシ類（Chalcopteroides 属、Homotrysis 属）、ハムシ（Paropsis 属）、テントウムシ（Scymnus 属）、ゾウムシ（ゾウムシ科 Curculionidae、例えば Prypnus 属〈Platypus australis など〉や Mandalotus 属、Polyphrades 属の各種）のような甲虫類のほか、ハエ、ガ、ハナバチ、アリ、クモなどからなる。 小さなトカゲを捕食することも報告されている。餌はたいてい攻撃的に捕らえる (sallying) が、探しながら少しずつ集める (glean) こともある。カカドゥ国立公園では、本種はよくパンダナス（タコノキ属）の Pandanus spiralis の葉の根元で餌を探す。

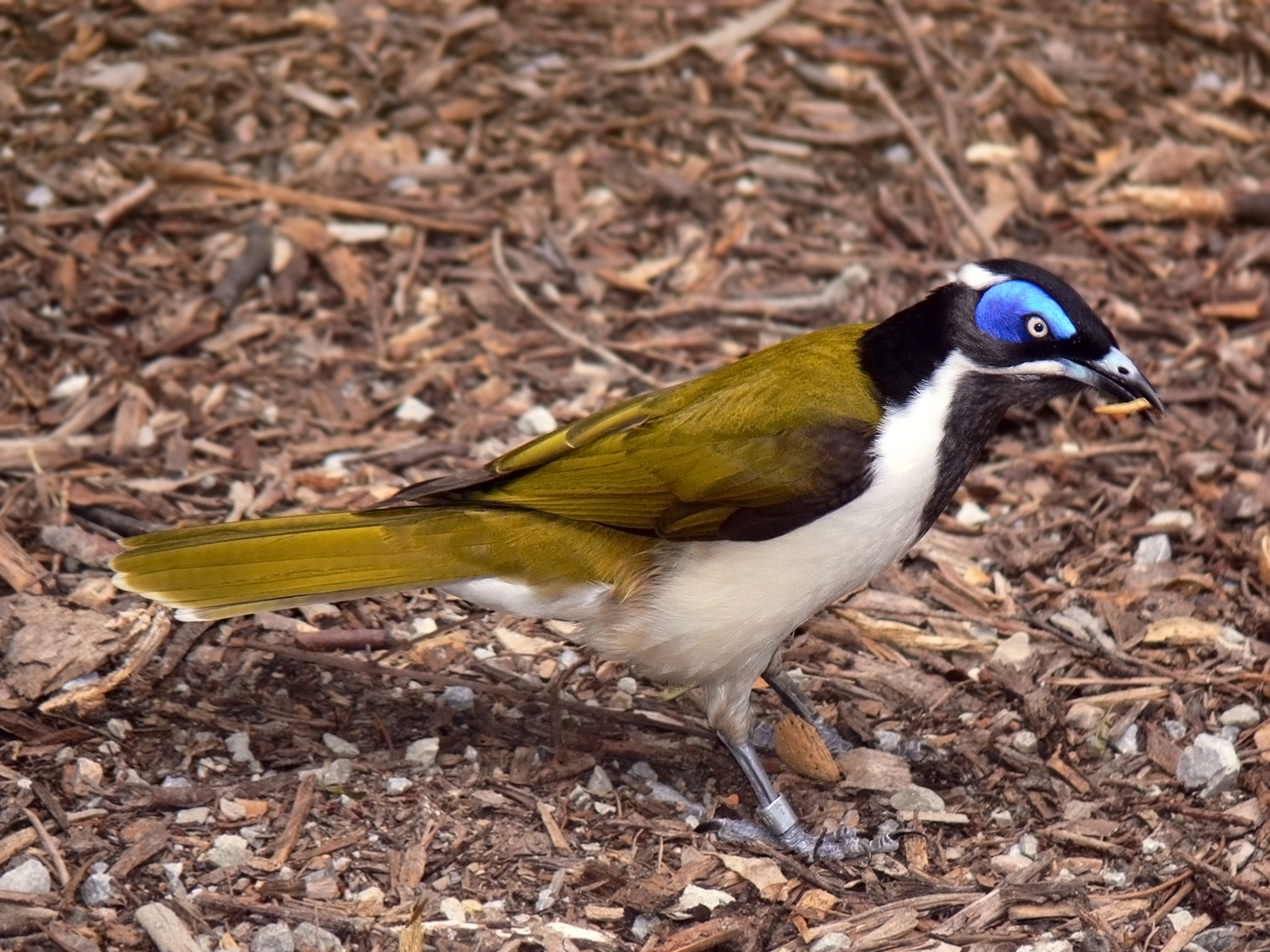
基亜種 E. c. cyanotis の採餌
（オーストラリア南東部）

それら以外の食餌としては、植物からの花粉、ベリー、蜜などで、ススキノキ属 (Xanthorrhoea) やユーカリ (Eucalyptus) の scarlet gum (Eucalyptus phoenicea) など、それにバナナあるいは特にブドウのような栽培作物からのものによる。一般に、例えば Darwin woollybutt (Eucalyptus miniata)、ストリンギーバーク (Darwin stringybark、Eucalyptus tetrodonta) 、long-fruited bloodwood (Corymbia polycarpa) の花のような、椀の形をしたところで採食することを好み、続いてバンクシア (Banksia) ないし メラレウカ (Melaleuca) のようなブラシ状の花序の花やグレヴィレア属 (grevillea) など管の形を持つような花は、他のものとともに、たまにしか選ばなかった。
通常、とても好奇心旺盛で気さくな本種は、よくキャンプ場に侵入し、食べられる果実や昆虫、ジャムや蜂蜜の容器からの残り物などを探し、特に牛乳がお気に入りである。親鳥は雛の餌に、昆虫、果実、蜜、それにミルクを吐き戻していることが記録されている。

### 繁殖

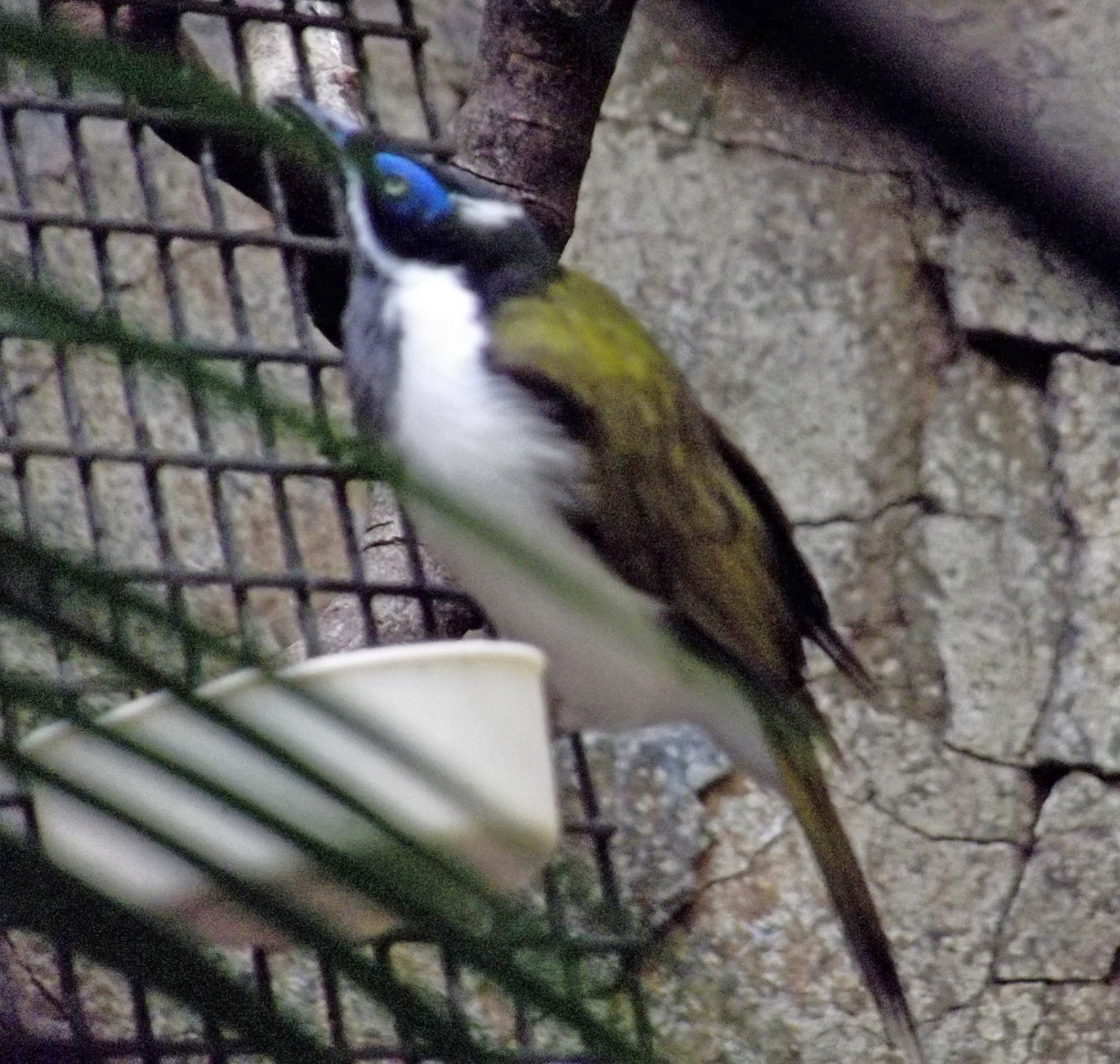
アオツラミツスイ
（エディンバラ動物園）

アオツラミツスイは、その分布域全体にわたって繁殖すると考えられる。繁殖期は6月から1月で、この間に1-2回繁殖する。巣は、コウモリラン (Platycerium) やシマオオタニワタリ (Asplenium nidus)、ススキノキ属 (Xanthorrhoea)などの木の股に、枝や樹皮の破片で作られ、粗雑な深い椀形である。マッカイでは、パンダナスの木が営巣場所としてよく知られる。本種はしばしば他の種、最も一般にはオーストラリアマルハシ (Pomatostomus temporalis) の古い巣を改修して使うが、同様にクリボウシオーストラリアマルハシ (Pomatostomus ruficeps) のほか、ズグロハゲミツスイ (Philemon corniculatus) 、ヒメハゲミツスイやコブハゲミツスイ (Philemon argenticeps) 、クロガオミツスイ (Manorina melanocephala) 、アカミミダレミツスイ (Anthochaera carunculata) などのミツスイ類、そしてカササギフエガラスやモズガラス属の各種、ならびにツチスドリなどの巣も使われる。クイーンズランド州の Coen では、ペーパーバーク（メラレウカ Melaleuca）にあった、ユーカリの木の樹皮で覆われた古いマルハシ類の巣が、アオツラミツスイにより占有され、ペーパーバークの細長い切れ端で再び補強されていた。2個ないしまれに3個の卵を産み、卵は32 × 22mmで、赤褐色あるいは紫色を帯びており淡黄桃色の斑がある。雌のみが16-17日間にわたって抱卵する。
すべてのスズメ目の鳥と同様に、雛は晩成性である。雛は目が見えないまま生まれ、背、肩、翼の一部分にあるまばらな褐色の綿羽の房にだけ覆われている。4日が経過すると雛の眼が開き、6日目になると翼に筆毛（血羽）が現れ、7-8日目には体の残りの部分に出現する。雌雄の親鳥がともに雛に給餌し、また、ときにヘルパーによって手助けされる。2-10羽の群れが共同で繁殖し、雛に対しても共同で給餌されることも知られる。オーストラリアオニカッコウやハイイロカッコウ (Cuculus pallidus) は、アオツラミツスイに托卵することが記録されており、また、ワライカワセミが雛を餌としたという記録がある。

## 人間との関係
アオツラミツスイは、他の大型のミツスイ類と同様、他の鳥類に対して攻撃的であるとともにヒトに対してもときに攻撃性を示す。また、バナナの果実を採餌することから、バナナ農場より嫌われる存在として知られる。

### 飼育
アオツラミツスイは、アメリカではシカゴのリンカーン・パーク動物園、フィラデルフィア動物園、バーミングハム動物園（アラバマ州）、インディアナ州サウスベンドのポタワトミ動物園、イングランドのチェシントン動物園、スコットランドのエディンバラ動物園、また、オーストラリアではシドニーにあるタロンガ動物園で展示されている。